# 玛丽·贝克·艾迪图书馆

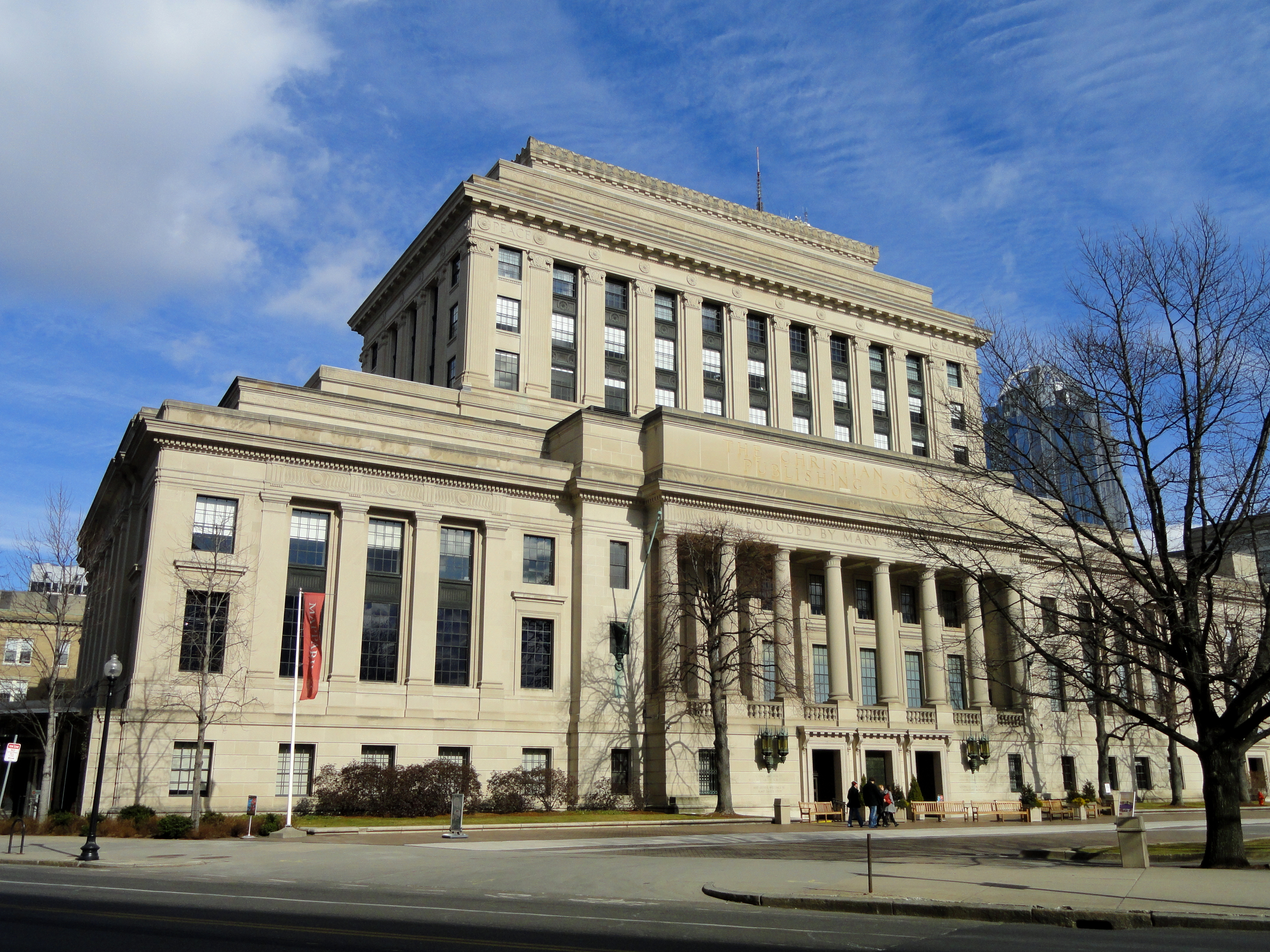
玛丽·贝克·艾迪图书馆

玛丽·贝克·艾迪图书馆（Mary Baker Eddy Library）位于波士顿的马萨诸塞大道，设于基督教科学出版协会的11层建筑内，是基督教科学中心建筑群的一部分。该图书馆也是基督教科学派的创建者玛丽·贝克·艾迪信件和手稿的资料库，还有独特的地球馆（Mapparium），是一个三层楼高的彩色玻璃球。
图书馆是基督教科学广场上的几座建筑之一。广场由贝聿铭建筑事务所在1970年代扩建。 